# Cestius piramisa
Cestius piramisa (olaszul Piramide Cestia vagy Piramide di Caio Cestio) Rómában, a Piazzale Ostiensén, a Porta Ostiense kapu mellett, az Aventinuson egyiptomi mintára épült ókori műemlék, egyike Róma érdekességeinek. A síremlék i. e. 12-ben elhunyt építtetője, Caius Cestius magas rangú és gazdag római tisztviselő volt, aki Augustus császár uralkodása alatt praetori tisztséget töltött be. Testamentumban hagyta meg utódainak sírja felépítését. 330 napig tartott, mire felhúzták a falait – az építményen erről tábla emlékezik meg. 
A felirat:
"C(aius) CESTIUS L(uci) F(ilius) POB(lilia tribu) EPULO, PRAETOR, TRIBUNUS PLEBIS, (septem)VIR EPULORUM". 
Az épületen egy másik tábla jelzi, hogy 1656–1663 között restaurálták, a munkálatokat VII. Sándor pápa finanszírozta.  
A feltűnő épület a 3. században keletkezett Aurelianus-féle falba épült be, travertin-kő alapon fehér carrarai márványból készült. Sarkain szobrok és oszlopok álltak. Alapja 29,5 x 29,5 méter. Magassága 36,4 méter. A sírkamra eredeti bejáratát nem ismerik, 1633-ban új bejáratot vágtak az épületen. A belső sírkamrában ma is látható a freskók egy része: nimfák, áldozati edények, repülő győzelemistennők.